# Vérossaz
Vérossaz je obec v západní (frankofonní) části Švýcarska, v kantonu Valais. Žije zde 770 obyvatel.

## Geografie
Sídlo s názvem Vérossaz neexistuje. Obec zahrnuje osady (místní části) Aussays, Bassays, La Doey a Vésenau.
Obec Vérossaz je situována v oblasti Chablais-Faucigny nedaleko od francouzských hranic. Nachází se na svahu nad Saint-Maurice, v nadmořských výškách kolem 800 metrů. Sousedními obcemi jsou Saint-Maurice, Massongex, Martigny, Troistorrents a Val-d’Illiez.

## Historie
V roce 523 se do Vérossazu údajně uchýlil burgundský král Zikmund. Po smrti posledního burgundského krále Rudolfa III. v roce 1032 byl Vérossaz až do roku 1475 pod vládou Savojska (kastelánství Saint-Maurice). Lokality Les Haussex a Les Bassex patřily opatství Saint-Maurice, La Doey Savojsku. Od roku 1475 do roku 1798 byl Vérossaz součástí panství, poté okresu Saint-Maurice. Kaple zmiňovaná v roce 1465 patřila Saint-Maurice, v roce 1742 byla přestavěna a v roce 1838 ji nahradil kostel Sainte-Marguerite. V letech 1836–1838 byl Vérossaz rektorátem a od roku 1847 farností spravovanou kanovníky opatství. Obec, která byla v 19. století venkovská, má rozsáhlé vysokohorské pastviny. V roce 1996 zde byla zřízena hvězdárna. Ve 21. století je Vérossaz především rekreační obcí.

## Obyvatelstvo
| Rok            | 1798 | 1850 | 1900 | 1950 | 2000 | 2010 | 2012 | 2014 | 2016 |
| Počet obyvatel | 358  | 607  | 518  | 371  | 439  | 587  | 662  | 689  | 735  |

Francouzsky mluví 97 % obyvatel obce, 86 % obyvatel je římskokatolického vyznání.